# 野澤大二
野澤 大二（のざわ だいじ、1972年3月30日 - ）は、東京都出身の競艇選手である。東京支部所属。身長164cm。登録番号は3534。68期。同期に高橋勲、松本勝也などがいる。
1991年デビュー。2002年、平和島競艇場で行われた第37回総理大臣杯競走優勝戦で4コースカドからコンマ10のトップスタート、まくってSG初優勝を成し遂げた。このシリーズで野澤が抽選で引き当てたモーター36号機は、当時の平和島のエースモーターであった。抜群の2連対率(通算64%)から超抜機として知られ、モーター入れ替え後も平和島競艇場内の展示コーナーに置かれるほどであった。

## 主なタイトル
- 2002年 総理大臣杯競走 （平和島競艇場）